# Bernard Cardon de Lichtbuer
Jhr. Bernard Noël Cardon de Lichtbuer (Antwerpen, 24 december 1936) is een Belgisch voormalig ondernemer en bestuurder. Hij was oprichter van vastgoedinvesteringsmaatschappij Cofinimmo.

## Levensloop
Bernard Cardon de Lichtbuer is een telg uit het geslacht Cardon de Lichtbuer en een zoon van jhr. Christian Cardon de Lichtbuer (1906-1998) en jkvr. Gabrielle Carton de Wiart (1905-1993). Hij is een broer van bankier Daniël baron Cardon de Lichtbuer en ambassadeur jhr. Benoît Cardon de Lichtbuer. Hij was gehuwd met Marie-Claire d'Hoop en vader van vier kinderen.
Hij studeerde economie aan de Katholieke Universiteit Leuven en in Parijs, Frankrijk. Vervolgens werkte hij bij Tractionel, Ebes, Unerg, Union Minière en Vieille-Montagne.
Van 1984 tot 1988 was Cardon de Lichtbuer voorzitter van de Belgische Vereniging van Pensioenfondsen. In 1983 richtte hij om het pensioenfonds van zijn werkgever in vastgoed te laten investeren vastgoedinvesteringsmaatschappij Cofinimmo op. Deze zou tegen zijn pensioen in april 2002 de grootste van België zijn. Tevens was hij lobbyist inzake de SICAFI-wetgeving in België. Van 2003 tot 2006 was hij andermaal voorzitter van de Belgische Vereniging van Pensioeninstellingen.
Hij was betrokken bij de oprichting van het Urban Land Institute (ULI) en was voorzitter van de Belgische afdeling, voorzitter van het Fonds Europese Wijk, Fellow van het Royal Institution of Chartered Surveyors (RICS) in het Verenigd Koninkrijk en docent aan de Solvay Business School. In 2005 startte hij het ontwikkelingsproject Azawagh in Niger met als doelstellingen onder meer watervoorziening en onderwijs voor de nomadenbevolking van Niger.